# John Fallon (Fußballspieler)
John Fallon (* 16. August 1940 in Blantyre; † 22. Juli 2025) war ein schottischer Torwart von Celtic Glasgow und Mitglied der „Lisbon Lions“, die 1967 den Europapokal der Landesmeister gewannen.
Fallon spielte schon in den Jugendmannschaften von Celtic und wurde als Nachfolger des exzentrischen Torhüters Frank Haffey aufgebaut. Fallon absolvierte 1959 in der ersten Mannschaft von Celtic sein erstes Spiel über die volle Distanz und ersetzte schließlich 1963 Haffey gänzlich.
Jedoch verlor er seinen Stammplatz schon 1964 trotz einer erfolgreichen Saison in den kontinentalen Wettbewerben an den erfahreneren Ronnie Simpson.
Während der folgenden Jahre schaffte er es nicht, an Simpson vorbeizukommen, und spielte nur manchmal gegen vermeintlich leichtere Gegner. In Interviews erklärte er, dass es für ihn nervenaufreibender sei, das Spiel als Auswechselspieler von der Bank aus zu betrachten, als wenn er tatsächlich zum Einsatz käme.
Im Finale des Europapokals der Landesmeister 1967 in Lissabon zwischen Celtic und Inter Mailand saß Fallon während des Spiels als einziger Auswechselspieler (Auswechslungen waren nur auf der Torhüterposition erlaubt) auf der Ersatzbank. Er ist somit der einzige der Lisbon Lions, der nicht am Spielgeschehen teilnahm, weswegen er von einigen Leuten nicht zu den Lisbon Lions gezählt wird.
Nach dem Triumph im Europapokal spielte Celtic im gleichen Jahr auch das Weltpokalfinale, das in einem Hin- und einem Rückspiel gegen Racing Club Avellaneda bestritten wurde. Als sich Ronnie Simpson, der Stammtorhüter, für die zweite Halbzeit des Hinspiels aufwärmte, wurde er von einem von den Zuschauern geworfenen Gegenstand verletzt, sodass er nicht weiterspielen konnte. Fallon sprang ein und absolvierte die zweite Halbzeit der zerfahrenen Partie und auch das noch zerfahrenere Rückspiel. Obwohl Celtic beide Spiele verlor, konnte Fallon sich durch einige Paraden auszeichnen, woraufhin sich der Kommentator zu folgender Bemerkung hinreißen ließ: „Wenn das der Ersatztorwart ist, wie gut mag der andere Bursche dann erst sein?“
Nachdem Ronnie Simpson seine Karriere beendet hatte, wurde Fallon Celtics Stammtorhüter, verlor diesen Platz aber an Evan Williams und saß auch im Endspiel des Europapokals der Landesmeister im Jahr 1970 lediglich auf der Reservebank.
Er wechselte 1972 zum FC Motherwell und später zum FC Morton, beendete aber kurz nach diesem Transfer seine aktive Laufbahn.